# Markt (Lipsia)

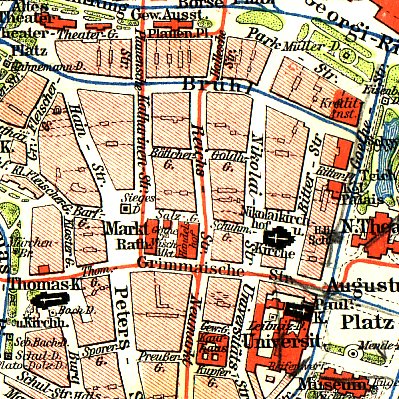
Mappa del centro storico di Lipsia (1913)

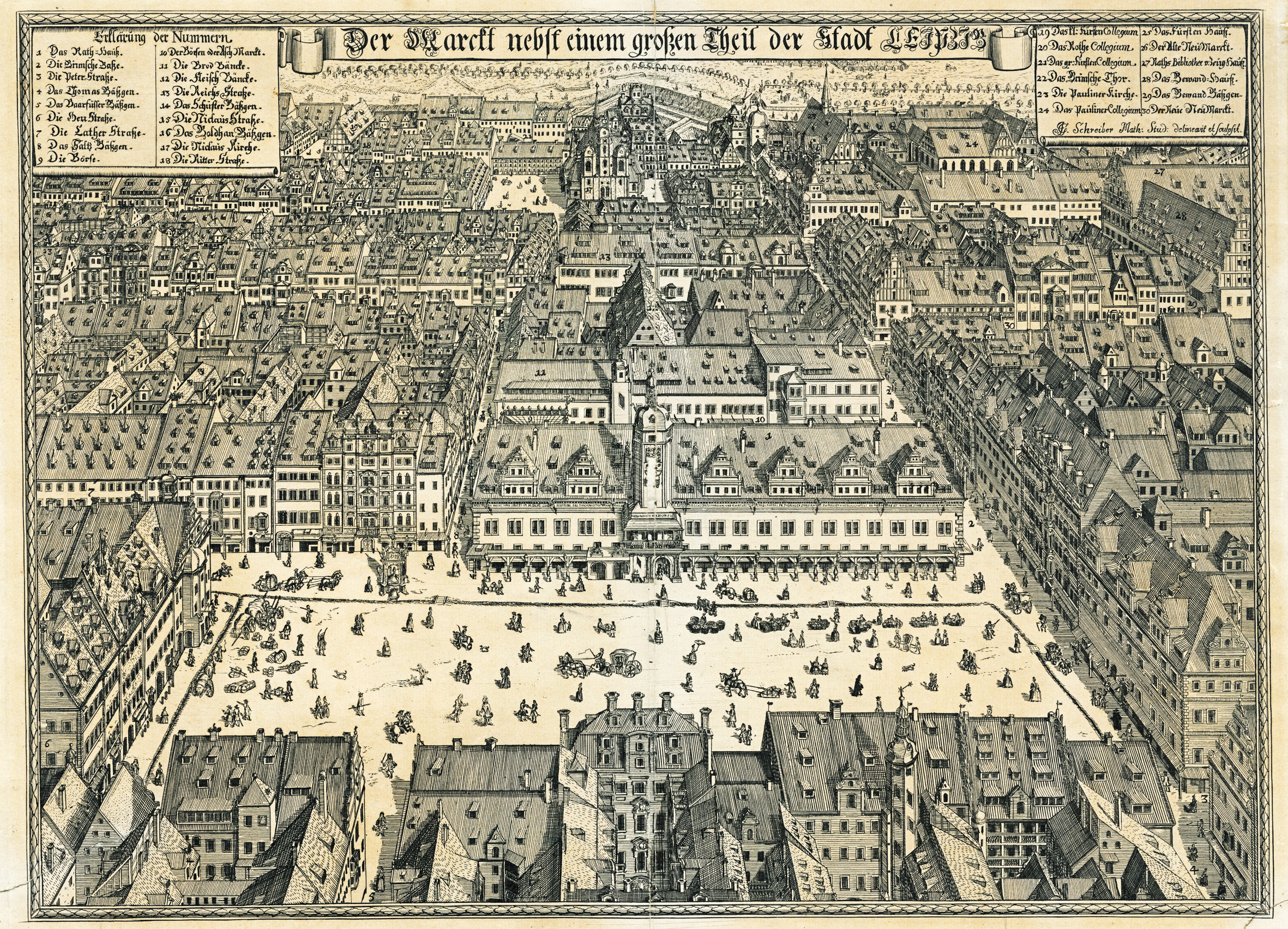
Vista a volo d'uccello, 1712

Il Markt (lett.: «mercato»; dal 1950 al 1954 Platz des Friedens, lett.: «piazza della pace») è una piazza rettangolare di circa un ettaro nel centro di Lipsia, quartiere Zentrum, in Germania. È il centro della città.

## Storia

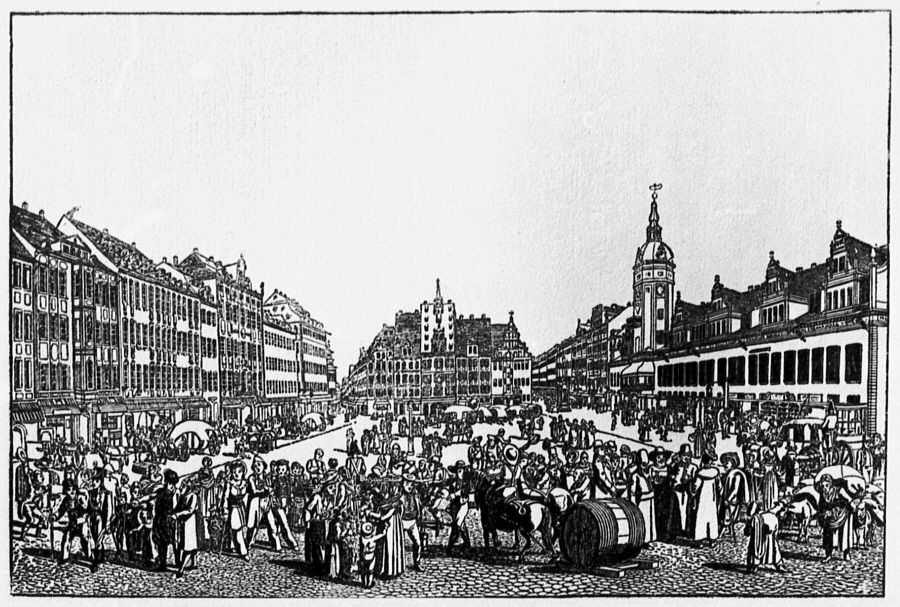
Attività fieristica sul mercato intorno al 1800

La prima piazza del mercato dell'insediamento slavo Lipsk era più a nord, all'incrocio tra la Via Regia e la Via Imperii, nell'area di quello che oggi è Richard-Wagner-Platz. Dopo che Lipsia fu incorporata nel Sacro Romano Impero, fu spostata nella sua posizione attuale. Da allora in poi è diventata il centro della vita pubblica. Gran parte delle merci gestite dalla Fiera di Lipsia giungevano qui prima di essere vendute. Alla fine del XIX secolo fu trasformata in una fiera modello e fu creata una sala di presentazione separata rispetto al vecchio centro espositivo. 
Prima del 1500, vi si svolgevano 12 tornei equestri e altri eventi culturali. Le prime case furono costruite nel XVI secolo, come Hommels Hof, Baarmanns Hof e Eckoldsche Haus, dove nel 1655 nacque l'avvocato e filosofo Christian Thomasius. Oltre alla Königshaus, ancora esistente, gli imponenti edifici barocchi erano la Jöchersche Haus (costruita nel 1707), Stieglitzens Hof (costruita nel 1733), Aeckerleins Hof (costruita nel 1714) e Kochs Hof (costruita nel 1735). 
Il mercato era anche un luogo nel quale si celebravano tutti gli eventi pubblici. Secondo le fonti del consiglio comunale, le esecuzioni capitali venivano eseguite sulla piazza del mercato dal 1525. L'ultima esecuzione ebbe luogo in città nel 1824, e riguardò Johann Christian Woyzeck che aveva pugnalato la sua amante per gelosia.

## Sviluppo

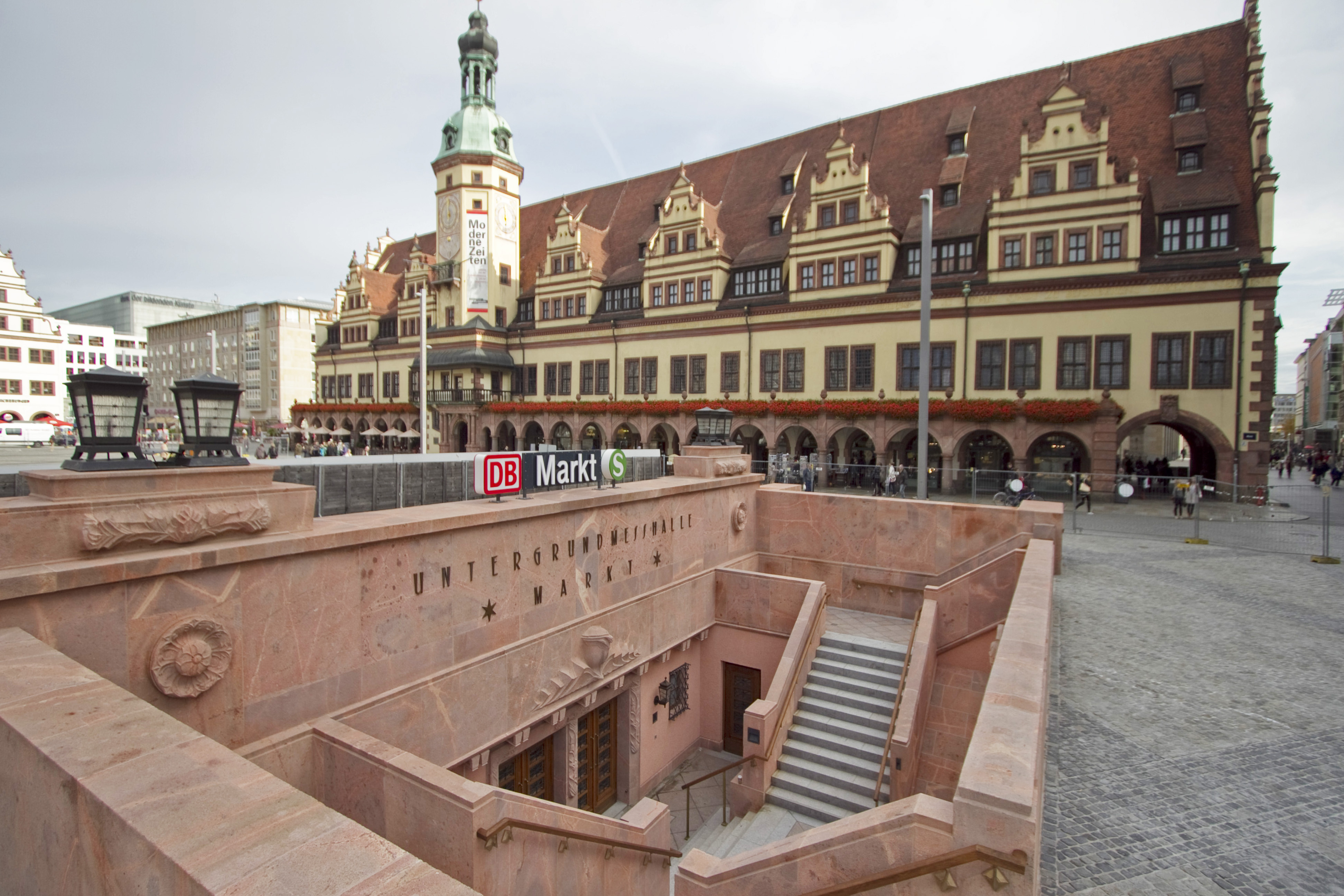
Antico municipio e accesso alla stazione del tunnel cittadino.

Ad est, la piazza è fiancheggiata dai portici del Vecchio municipio del 1556. È la struttura più antica sopravvissuta sul sito. Gli edifici storici sul lato nord furono ricostruiti dopo la guerra, compresa la Pesa pubblica. Oltre agli edifici conservati, la Königshaus e il Barthels Hof, nuovi edifici e ristrutturazioni degli ultimi anni dominano il lato sud e la parte meridionale del fianco occidentale, che hanno lo scopo di ricordare le sagome degli edifici storici. 
Tra il 1925 e il 2005 l'esposizione si trovava sotto la piazza. Dopo la sua demolizione, al suo posto è stato costruito un accesso al tunnel della città nel quale passa la S-Bahn di Lipsia. Il tunnel è stato inaugurato a dicembre del 2013. 
Dal 1581, sulla piazza c'era la fontana d'oro in stile rinascimentale nell'angolo nord-est, che fu demolita nel 1826. Il monumento alla vittoria si trovava nella metà settentrionale della piazza dal 1888. Fu progettato da Rudolf Siemering e commemorava la guerra franco-prussiana del 1870/1871. Sopravvisse alla seconda guerra mondiale, ma non al largo rifiuto del patriottismo guglielmino dopo la sconfitta. Su decisione del consiglio comunale socialdemocratico, fu rimosso nel dicembre 1946.

## Utilizzo
Il mercatino di Natale di Lipsia si svolge ogni anno sulla piazza del mercato. È uno dei più tradizionali in Germania e uno dei più belli d'Europa. Qui si tengono anche i mercati settimanali, il mercato di Pasqua con il mercato medievale e e il Bachfest Leipzig tutti gli anni.

## Galleria d'immagini

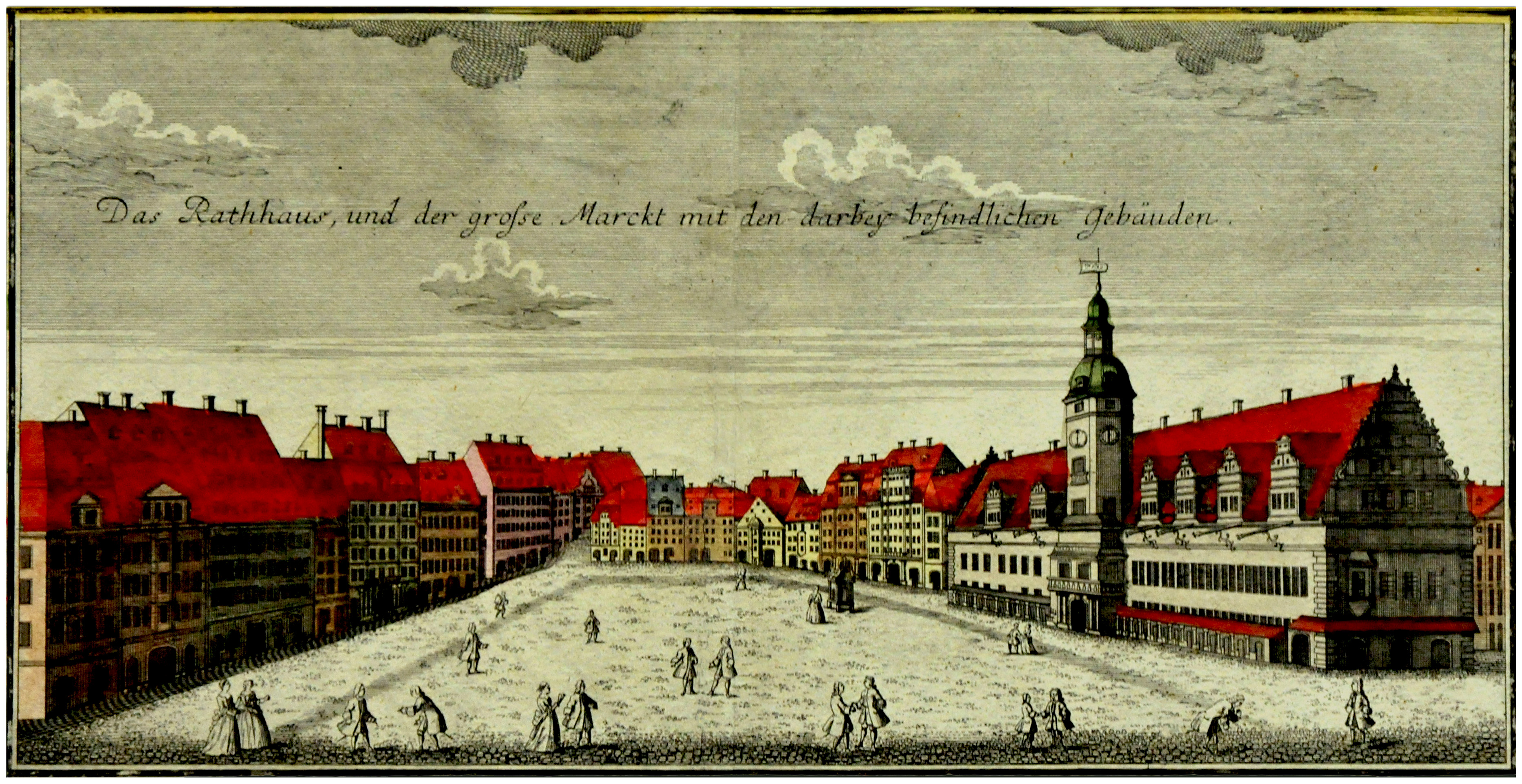
Incisione del 1749
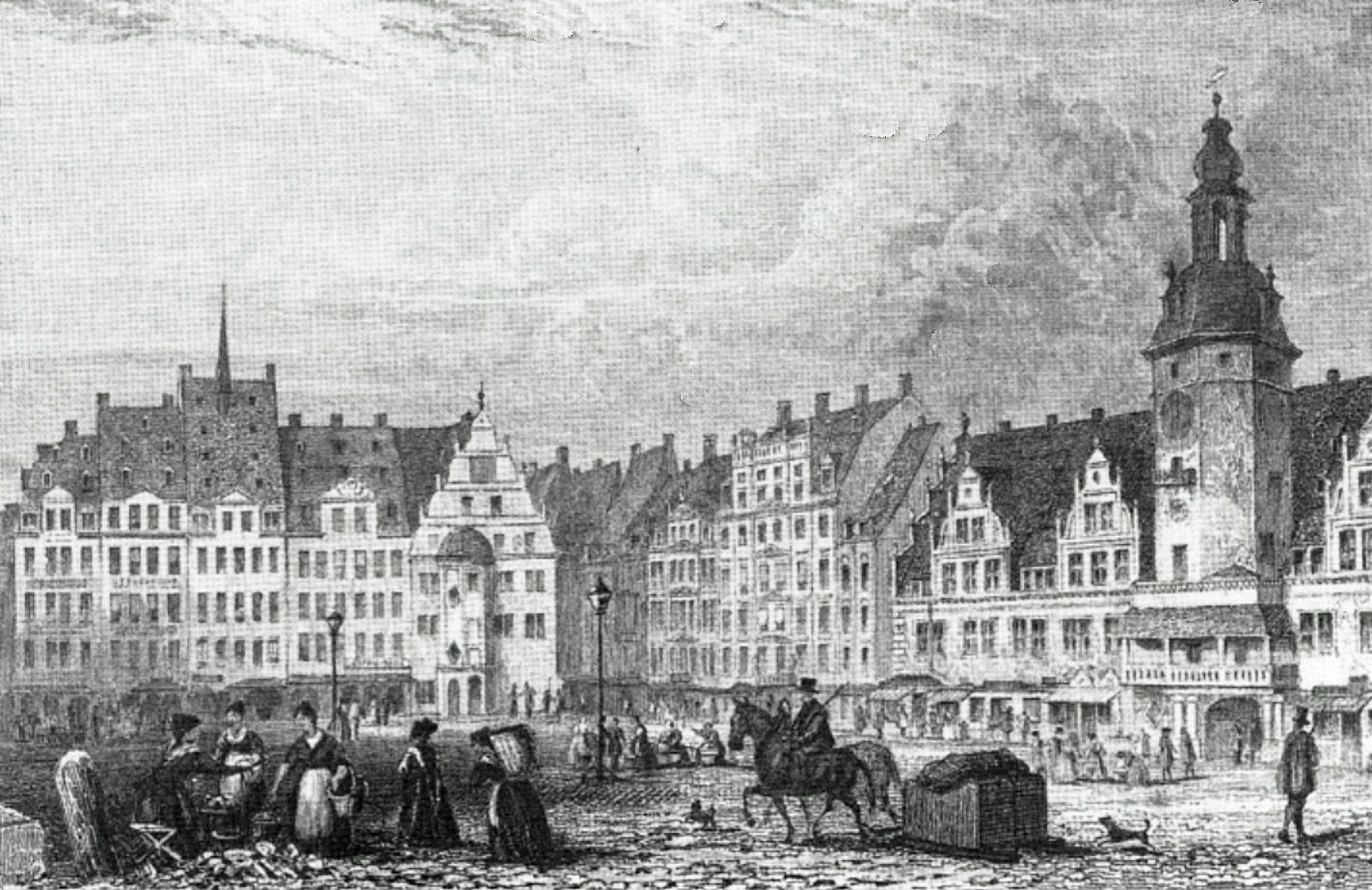
Incisione intorno al 1850
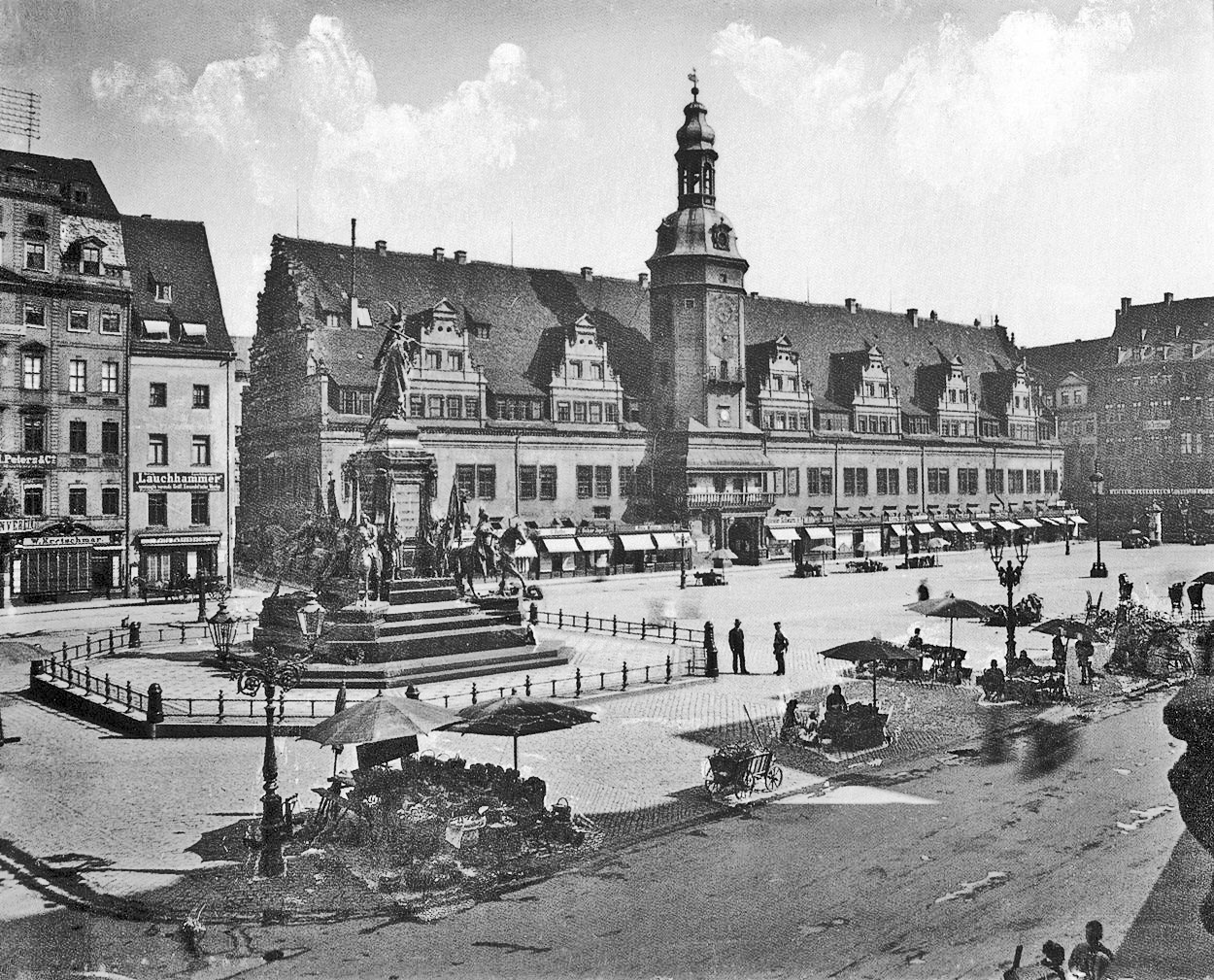
Fotografia intorno al 1890
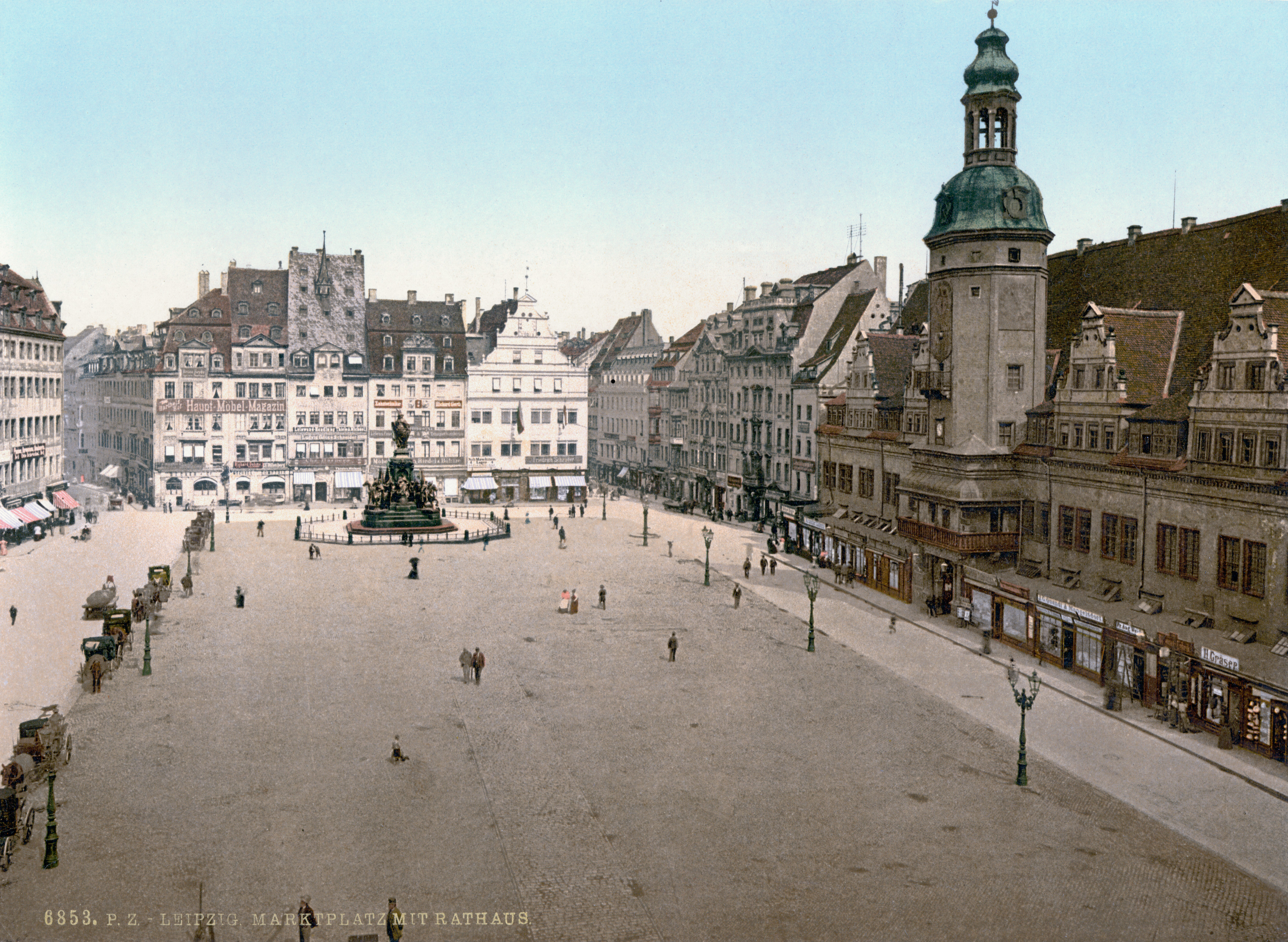
Vista generale del mercato che guarda a nord (intorno al 1900)
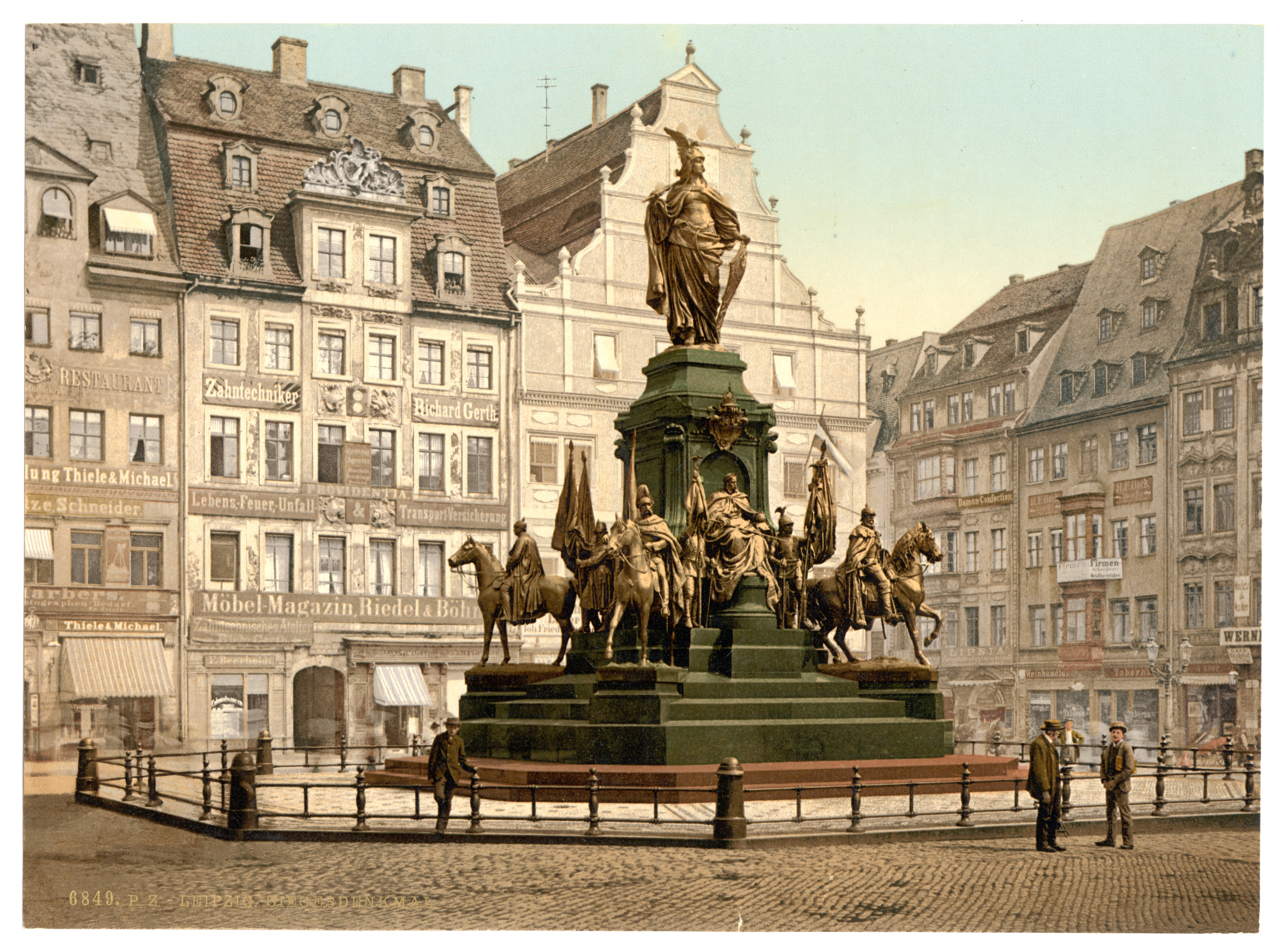
Il monumento alla vittoria (intorno al 1900)
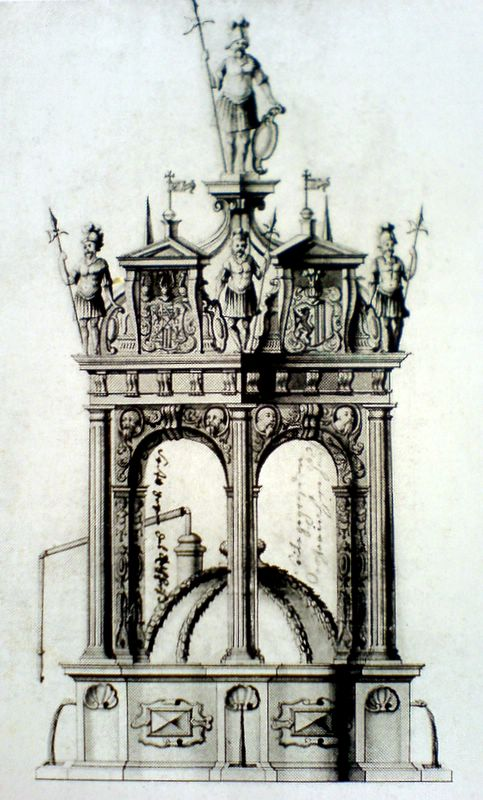
La fontana d'oro